# عروسی حسین
عروسی حسین فیلمی به کارگردانی  و نویسندگی رهبر قنبری محصول سال ۱۳۸۳ است.

## خلاصه داستان
حسین به درخواست مادر پیر و علیل اش باید تا قبل از مرگ او عروسی کند، اما یا دختر مناسبی پیدا نمی‌کند یا هرکس را می‌یابد، حاضر به ازدواج با او نیست. در نهایت دختر روحانی محله شان تصمیم می‌گیرد مراسم عروسی قلابی برای دلخوشی مادر حسین راه بیندازد.

## بازیگران
- حسین خانی
- احمد پروستان
- ژاله سرحدی
- سیدامید کلوری
- مسعود ظاهری
- رضا حسن زاد
- رقیه مهری
- زهرا خدایی